# Campionati del mondo di ciclismo su pista 2017 - Inseguimento a squadre maschile
La gara di inseguimento a squadre maschile ai Campionati del mondo di ciclismo su pista 2017 si è svolta il 12 e il 13 aprile 2017.

## Podio
| Pos.    | Nazione       | Atleti                                                                                     |
| ------- | ------------- | ------------------------------------------------------------------------------------------ |
| Oro     | Australia     | Cameron Meyer Kelland O'Brien Alexander Porter Sam Welsford Rohan Wight Nicholas Yallouris |
| Argento | Nuova Zelanda | Pieter Bulling Regan Gough Dylan Kennett Nick Kergozou                                     |
| Bronzo  | Italia        | Liam Bertazzo Simone Consonni Filippo Ganna Francesco Lamon Michele Scartezzini            |

## Risultati

### Qualificazioni
I migliori otto tempi si qualificano per il primo turno, di cui i primi 4 rimangono il lizza per l'oro, mentre gli altri 4 per il bronzo.
| Posizione | Atleti                                                            | Nazione       | Tempo    | Gap     | Note  |
| --------- | ----------------------------------------------------------------- | ------------- | -------- | ------- | ----- |
| 1         | Sam Welsford Cameron Meyer Alexander Porter Kelland O'Brien       | Australia     | 3:50.577 |         | Q, CR |
| 2         | Regan Gough Pieter Bulling Dylan Kennett Nick Kergozou            | Nuova Zelanda | 3:53.422 | +2.845  | Q     |
| 3         | Simone Consonni Liam Bertazzo Filippo Ganna Francesco Lamon       | Italia        | 3:55.755 | +5.178  | Q     |
| 4         | Benjamin Thomas Thomas Denis Corentin Ermenault Florian Maitre    | Francia       | 3:56.357 | +5.780  | Q     |
| 5         | Steven Burke Kian Emadi Andrew Tennant Oliver Wood                | Gran Bretagna | 3:58.936 | +8.359  | q     |
| 6         | Viktor Manakov Aleksandr Evtušenko Aleksej Kurbatov Sergej Šilov  | Russia        | 3:58.957 | +8.380  | q     |
| 7         | Lindsay De Vylder Kenny De Ketele Moreno De Pauw Robbe Ghys       | Belgio        | 3:59.951 | +9.374  | q     |
| 8         | Claudio Imhof Olivier Beer Frank Pasche Cyrille Thièry            | Svizzera      | 4:00.480 | +9.903  | q     |
| 9         | Szymon Sajnok Alan Banaszek Daniel Staniszewski Adrian Tekliński  | Polonia       | 4:02.219 | +11.642 |       |
| 10        | Niklas Larsen Julius Johansen Frederik Madsen Casper von Folsach  | Danimarca     | 4:02.443 | +11.866 |       |
| 11        | Roy Eefting Dion Beukeboom Roy Pieters Jan-Willem van Schip       | Paesi Bassi   | 4:03.273 | +12.696 |       |
| 12        | Lucas Liss Henning Bommel Kersten Thiele Theo Reinhardt           | Germania      | 4:03.328 | +12.751 |       |
| 13        | Albert Torres Eloy Teruel Vicente García de Mateos Sebastián Mora | Spagna        | 4:03.424 | +12.847 |       |
| 14        | Raman Ciškoŭ Raman Ramanaŭ Jaŭhen Karalëk Michail Šėmetaŭ         | Bielorussia   | 4:03.656 | +13.079 |       |
| 15        | Fan Yang Qin Chenlu Xue Sia Fei Yuan Zhong                        | Cina          | 4:04.486 | +13.909 |       |
| 16        | Leung Chun Wing Ko Siu Wai Leung Ka Yu Mow Ching Yin              | Hong Kong     | 4:11.086 | +20.509 |       |
| -         | Adam Jamieson Aidan Caves Jay Lamoureux Bayley Simpson            | Canada        | DSQ      |         |       |

- Q = qualificati, in gara per finale dell'oro
- q = qualificati, in gara per finale del bronzo
- CR = Record dei campionati
- DSQ = Squalificati

### Primo turno
I vincitori della terza e della quarta batteria si qualificano alla finale per l'oro, i migliori due tempi non qualificati per la finale per l'oro in tutte le altre batterie si qualificheranno alla finale per il bronzo.
| Posizione | Batteria | Atleti                                                                | Nazione       | Tempo    | Gap    | Note |
| --------- | -------- | --------------------------------------------------------------------- | ------------- | -------- | ------ | ---- |
| 7         | 1        | Viktor Manakov Aleksandr Evtušenko Aleksej Kurbatov Vladislav Kulikov | Russia        | 4:00.780 |        |      |
| 8         | 1        | Kenny De Ketele Moreno De Pauw Robbe Ghys Gerben Thijssen             | Belgio        | 4:01.727 | +0.947 |      |
| 4         | 2        | Christopher Latham Mark Stewart Andrew Tennant Oliver Wood            | Gran Bretagna | 3:56.796 |        | QB   |
| 6         | 2        | Claudio Imhof Frank Pasche Loïc Perizzolo Cyrille Thièry              | Svizzera      | 4:00.405 | +3.609 |      |
| 2         | 3        | Regan Gough Pieter Bulling Dylan Kennett Nick Kergozou                | Nuova Zelanda | 3:54.363 |        | QG   |
| 3         | 3        | Simone Consonni Michele Scartezzini Liam Bertazzo Filippo Ganna       | Italia        | 3:55.945 | +1.582 | QB   |
| 1         | 4        | Sam Welsford Kelland O'Brien Alexander Porter Rohan Wight             | Australia     | 3:54.125 |        | QG   |
| 5         | 4        | Benjamin Thomas Thomas Denis Corentin Ermenault Florian Maitre        | Francia       | 4:00.198 | +6.073 |      |

- QG = qualificati alla finale per l'oro
- QB = qualificati alla finale per il bronzo

### Finali
| Posizione            | Atleti                                                          | Nazione       | Tempo    | Gap    | Note |
| -------------------- | --------------------------------------------------------------- | ------------- | -------- | ------ | ---- |
| Finale per l'oro     |                                                                 |               |          |        |      |
| 1                    | Sam Welsford Cameron Meyer Alexander Porter Nicholas Yallouris  | Australia     | 3:51.503 |        |      |
| 2                    | Regan Gough Pieter Bulling Dylan Kennett Nick Kergozou          | Nuova Zelanda | 3:53.979 | +2.476 |      |
| Finale per il bronzo |                                                                 |               |          |        |      |
| 3                    | Simone Consonni Michele Scartezzini Liam Bertazzo Filippo Ganna | Italia        | 3:56.935 |        |      |
| 4                    | Steven Burke Kian Emadi Andrew Tennant Oliver Wood              | Gran Bretagna | 3:58.566 | +1.631 |      |